# Batracomorphus harpago
Batracomorphus harpago är en insektsart som beskrevs av Rauno E. Linnavuori 1960. Batracomorphus harpago ingår i släktet Batracomorphus och familjen dvärgstritar. Inga underarter finns listade i Catalogue of Life.